# Roberts County (Texas)
Das Roberts County ist ein County im Bundesstaat Texas der Vereinigten Staaten. Das U.S. Census Bureau hat bei der Volkszählung 2020 eine Einwohnerzahl von 827 ermittelt. Der Sitz der County-Verwaltung (County Seat) befindet sich in Miami. Das County gehört zu den Dry Countys, was bedeutet, dass der Verkauf von Alkohol eingeschränkt oder verboten ist.

## Geographie
Das County liegt im Norden von Texas, im Texas Panhandle, etwa 40 km im Norden und Osten von Oklahoma und etwa 130 km im Westen von New Mexico entfernt. Es hat eine Fläche von 2394 Quadratkilometern, ohne nennenswerte Wasserfläche. Das County grenzt im Uhrzeigersinn an folgende Countys: Ochiltree County, Hemphill County, Gray County und Hutchinson County.

## Geschichte
Roberts County wurde 1876 aus Teilen des Bexar County gebildet. Benannt wurde es nach Oran M. Roberts, dem 7. Gouverneur von Texas und Unterzeichner der texanischen Unabhängigkeitserklärung.

## Demografische Daten

Alterspyramide des Roberts Countys (Stand: 2000)

Nach der Volkszählung im Jahr 2000 lebten im Roberts County 887 Menschen in 362 Haushalten und 275 Familien. Die Bevölkerungsdichte betrug 0,3 Einwohner pro Quadratkilometer. Ethnisch betrachtet setzte sich die Bevölkerung zusammen aus 96,5 Prozent Weißen, 0,3 Prozent Afroamerikanern, 0,6 Prozent amerikanischen Ureinwohnern, 0,1 Prozent Asiaten und 1,4 Prozent aus anderen ethnischen Gruppen; 1,1 Prozent stammten von zwei oder mehr ethnischen Gruppen ab. 3,2 Prozent der Einwohner waren spanischer oder lateinamerikanischer Abstammung.
Von den 362 Haushalten hatten 31,8 Prozent Kinder oder Jugendliche, die mit ihnen zusammen lebten. 70,7 Prozent waren verheiratete, zusammenlebende Paare 3,9 Prozent waren allein erziehende Mütter und 24,0 Prozent waren keine Familien. 23,8 Prozent waren Singlehaushalte und in 10,8 Prozent lebten Menschen im Alter von 65 Jahren oder darüber. Die durchschnittliche Haushaltsgröße betrug 2,45 und die durchschnittliche Familiengröße betrug 2,88 Personen.
25,0 Prozent der Bevölkerung war unter 18 Jahre alt, 4,8 Prozent zwischen 18 und 24, 24,8 Prozent zwischen 25 und 44, 30,9 Prozent zwischen 45 und 64 und 14,4 Prozent waren 65 Jahre alt oder älter. Das Durchschnittsalter betrug 42 Jahre. Auf 100 weibliche Personen kamen 100,2 männliche Personen und auf 100 Frauen im Alter von 18 Jahren oder darüber kamen 97,3 Männer.
Das jährliche Durchschnittseinkommen eines Haushalts betrug 44.792 USD, das Durchschnittseinkommen einer Familie betrug 50.400 USD. Männer hatten ein Durchschnittseinkommen von 33.125 USD, Frauen 23.611 USD. Das Prokopfeinkommen betrug 20.923 USD. 5,0 Prozent der Familien und 7,2 Prozent der Einwohner lebten unterhalb der Armutsgrenze.

## Kultur und Sehenswürdigkeiten
Mit dem Roberts County Courthouse ist ein Bauwerk des Countys im National Register of Historic Places („Nationales Verzeichnis historischer Orte“; NRHP) eingetragen (Stand 3. Dezember 2021).